# تودور بالوتا
تودور بالوتا (مواليد 27 مارس 1999) هو لاعب كرة قدم روماني يلعب كمدافع في برايتون أند هوف ألبيون.

## روابط خارجية
- تودور بالوتا على موقع الاتحاد الأوربي (الإنجليزية)
- تودور بالوتا على موقع إي إس بي إن إف سي (الإنجليزية)
- تودور بالوتا على موقع قاعدة بيانات كرة القدم.إي يو (الإنجليزية)
- تودور بالوتا على موقع ناشيونال فوتبول تيمز (الإنجليزية)
- تودور بالوتا على موقع Soccerbase.com (لاعب) (الإنجليزية)
- تودور بالوتا على موقع Soccerway.com (الإنجليزية)
- تودور بالوتا على موقع عالم كرة القدم.نت (الإنجليزية)
- تودور بالوتا على موقع أوليمبيديا (الإنجليزية)
- تودور بالوتا على موقع اللجنة الأولمبية الرومانية (الرومانية)